# 1242
1242 (MCCXLII) fue un año común comenzado en miércoles del calendario juliano.

## Acontecimientos
- 5 de abril: encima del congelado lago Peipus (en la frontera entre Rusia y Estonia), 320 km al suroeste de San Petersburgo, el héroe nacional y santo ruso Alejandro Nevski (1220-1263, líder de la República de Nóvgorod) vence a los caballeros teutónicos en la Batalla del Hielo.
- En Japón, el emperador Go-Saga asciende al trono.
- En la actual Rusia, Batu Kan establece la capital de la Horda de Oro en Sarai, cerca de la actual ciudad de Astracán.
- En Alemania, Cléveris es reconocida como ciudad.
- En Alemania, Kiel es reconocida como ciudad.
- En Polonia se crea la diócesis de Varmia.
- El arzobispo de Wiesbaden conquista la ciudad y expulsa las fuerzas del Duque de Nassau.
- Los mongoles invaden el sultanato selyúcida.
- En la actual Eslovaquia, colonos alemanes llegan a Bratislava después de que los mongoles conquistaran la ciudad.
- Los mongoles de la Horda de Oro devastan Bulgaria, y la fuerzan a pagarles tributos
- El médico árabe Ibn Nafis sugiere que los ventrículos derecho e izquierdo del corazón están separados, y describe la menor circulación de la sangre.
- En Budapest (Hungría), el orfebre francés Guillaume Boucher es capturado por los mongoles y llevado a Karakórum (la capital del Imperio mongol, a 7122 km al este de Budapest).

## Nacimientos
- 15 de diciembre: Munetaka, aristócrata («príncipe») y militar shogun japonés (f. 1274).
- Patrick Dunbar, aristócrata («7.º conde de Dunbar») inglés (f. 1289).
- Jorge Paquimeres, historiador bizantino.
- Beatriz de Castilla (1242-1303), aristócrata («reina») castellana, esposa del rey Alfonso III de Portugal.

## Fallecimientos
- 10 de febrero: Shijō, emperador japonés (n. 1231).
- 26 de marzo: William de Forz, aristócrata («3.º conde de Albemarle») inglés.
- 7 de septiembre: Constanza de León, aristócrata leonesa, hija de Alfonso IX de León y de la reina Berenguela de Castilla.
- 7 de octubre: Juntoku, emperador japonés (n. 1197).
- Archambaud VIII de Borbón, aristócrata español.
- Hōjō Yasutoki, político y regente japonés (n. 1183).

## Reyes
- Aragón - Jaime I Reyes de Aragón y conde de Barcelona (reinó de 1213 en 1276)
- Castilla - Fernando III, el Santo Rey de Castilla y León (reinó de 1217 de 1252)